# Bernhard Brink/Diskografie
Diese Diskografie ist eine Übersicht über die musikalischen Werke des deutschen Schlagersängers Bernhard Brink. Seine erfolgreichste Veröffentlichung ist die Kompilation Das Beste mit über 100.000 verkauften Einheiten.

## Alben

### Studioalben
| Jahr | Titel Musiklabel | Höchstplatzierung, Gesamtwochen, AuszeichnungChartplatzierungen (Jahr, Titel, Musiklabel, Platzierungen, Wochen, Auszeichnungen, Anmerkungen) | Höchstplatzierung, Gesamtwochen, AuszeichnungChartplatzierungen (Jahr, Titel, Musiklabel, Platzierungen, Wochen, Auszeichnungen, Anmerkungen) | Höchstplatzierung, Gesamtwochen, AuszeichnungChartplatzierungen (Jahr, Titel, Musiklabel, Platzierungen, Wochen, Auszeichnungen, Anmerkungen) | Anmerkungen                            |
| Jahr | Titel Musiklabel | DE | AT | CH | Anmerkungen                            |
| ---- | --- | --- | --- | --- | -------------------------------------- |
| 1976 | Ich bin noch zu haben Hansa Records (Ariola)                                                                                       | — | — | — | Erstveröffentlichung: März 1976        |
| 1977 | Erinnerungen Hansa Records (Ariola)                                                                                                | — | — | — | Erstveröffentlichung: März 1977        |
| 1980 | Ich wär’ so gern wie du Hansa Records (Ariola)                                                                                     | — | — | — | Erstveröffentlichung: April 1980       |
| 1980 | Ein Schritt nach vorne auch bekannt als: Frei sein Aladin Records (CBS)                                                            | — | — | — | Erstveröffentlichung: 1980             |
| 1982 | Einfach so auch bekannt als: Du entschuldige – Ich kenn’ dich Aladin Records (CBS)                                                 | — | — | — | Erstveröffentlichung: Januar 1982      |
| 1988 | Ich denk’ an dich auch bekannt als: Die schönsten Seiten der Erinnerung, Komm ins Paradies oder Liebe ist alles Musicolor (Cosmus) | — | — | — | Erstveröffentlichung: September 1988   |
| 1990 | Ich fühle wie du Electrola (EMI)                                                                                                   | — | — | — | Erstveröffentlichung: 29. Juli 1990    |
| 1991 | … hast du Lust Dino Music (Dino)                                                                                                   | — | — | — | Erstveröffentlichung: Oktober 1991     |
| 1995 | Ich bin immer da Koch Records (UMG)                                                                                                | — | — | — | Erstveröffentlichung: 25. April 1995   |
| 1995 | Lass’ uns reden Electrola (EMI) | — | — | — | Erstveröffentlichung: 31. August 1995  |
| 1997 | Mitten im Leben Electrola (EMI) | — | — | — | Erstveröffentlichung: 30. Mai 1997     |
| 1999 | Alles auf Sieg Koch Records (UMG)                                                                                                  | — | — | — | Erstveröffentlichung: 15. Januar 1999  |
| 2000 | Direkt Koch Records (UMG) | — | — | — | Erstveröffentlichung: 6. Mai 2000      |
| 2001 | Direkt mehr Koch Records (UMG) | DE44 (4 Wo.)DE | AT65 (2 Wo.)AT | — | Erstveröffentlichung: 15. Juni 2001    |
| 2002 | Jetzt erst recht! Koch Records (UMG)                                                                                               | DE65 (2 Wo.)DE | — | — | Erstveröffentlichung: 26. Juni 2002    |
| 2004 | Unkaputtbar Koch Records (UMG) | DE37 (2 Wo.)DE | AT18 (2 Wo.)AT | — | Erstveröffentlichung: 22. März 2004    |
| 2005 | Verdammt direkt Koch Records (UMG)                                                                                                 | DE32 (5 Wo.)DE | AT45 (2 Wo.)AT | — | Erstveröffentlichung: 14. Februar 2005 |
| 2006 | 33 Koch Records (UMG) | DE41 (4 Wo.)DE | AT65 (2 Wo.)AT | — | Erstveröffentlichung: 20. Januar 2006  |
| 2007 | Stier Koch Records (UMG) | DE88 (2 Wo.)DE | AT59 (1 Wo.)AT | — | Erstveröffentlichung: 29. Juni 2007    |
| 2009 | Schlagertitan Koch Records (UMG)                                                                                                   | DE46 (2 Wo.)DE | — | — | Erstveröffentlichung: 6. Februar 2009  |
| 2010 | So oder so Koch Records (UMG) | DE20 (3 Wo.)DE | — | — | Erstveröffentlichung: 27. August 2010  |
| 2012 | Wie weit willst du gehn Koch Records (UMG)                                                                                         | DE30 (2 Wo.)DE | AT69 (1 Wo.)AT | — | Erstveröffentlichung: 16. März 2012    |
| 2014 | Aus dem Leben gegriffen Electrola (UMG)                                                                                            | DE22 (3 Wo.)DE | AT50 (1 Wo.)AT | — | Erstveröffentlichung: 14. Februar 2014 |
| 2017 | Mit dem Herz durch die Wand Electrola (UMG)                                                                                        | DE14 (3 Wo.)DE | — | — | Erstveröffentlichung: 30. Juni 2017    |
| 2019 | Diamanten Electrola (UMG) | DE12 (3 Wo.)DE | AT36 (1 Wo.)AT | CH37 (1 Wo.)CH | Erstveröffentlichung: 9. August 2019   |
| 2021 | Lieben und leben Telamo (WMG) | DE8 (6 Wo.)DE | AT7 (5 Wo.)AT | CH39 (1 Wo.)CH | Erstveröffentlichung: 28. Mai 2021     |
| 2024 | Stärker als die Ewigkeit Telamo (WMG)                                                                                              | DE11 (2 Wo.)DE | AT26 (1 Wo.)AT | — | Erstveröffentlichung: 21. Juni 2024    |

grau schraffiert: keine Chartdaten aus diesem Jahr verfügbar

### Gemeinschaftsalben
| Jahr | Titel Musiklabel                          | Anmerkungen                                            |
| ---- | ----------------------------------------- | ------------------------------------------------------ |
| 2002 | Es ist niemals zu spät Koch Records (UMG) | Erstveröffentlichung: 22. Februar 2002 mit Ireen Sheer |

### Kompilationen
| Jahr | Titel Musiklabel                                    | Höchstplatzierung, Gesamtwochen, AuszeichnungChartplatzierungen (Jahr, Titel, Musiklabel, Platzierungen, Wochen, Auszeichnungen, Anmerkungen) | Höchstplatzierung, Gesamtwochen, AuszeichnungChartplatzierungen (Jahr, Titel, Musiklabel, Platzierungen, Wochen, Auszeichnungen, Anmerkungen) | Höchstplatzierung, Gesamtwochen, AuszeichnungChartplatzierungen (Jahr, Titel, Musiklabel, Platzierungen, Wochen, Auszeichnungen, Anmerkungen) | Anmerkungen                                            |
| Jahr | Titel Musiklabel                                    | DE | AT | CH | Anmerkungen                                            |
| ---- | --------------------------------------------------- | --- | --- | --- | ------------------------------------------------------ |
| 1983 | Du natürlich Europa (MIS)                           | — | — | — | Erstveröffentlichung: Januar 1983                      |
| 1994 | Ich wär so gern wie du Ariola Express (BMG)         | — | — | — | Erstveröffentlichung: 25. Mai 1994                     |
| 1995 | Frei sein Ariola Express (BMG)                      | — | — | — | Erstveröffentlichung: 28. August 1995                  |
| 1997 | Ich komm zu dir zurück Koch Records (UMG)           | — | — | — | Erstveröffentlichung: 3. März 1997                     |
| 2001 | Flügel aus Glas Delta Music (Troja)                 | — | — | — | Erstveröffentlichung: 1. Februar 2001                  |
| 2001 | Frei und abgebrannt Bellaphon Records (Bellaphon)   | — | — | — | Erstveröffentlichung: 13. August 2001                  |
| 2002 | Doch ich will mehr Koch Records (UMG)               | — | — | — | Erstveröffentlichung: 1. März 2002                     |
| 2002 | Frei und abgebrannt Ariola Express (BMG)            | — | — | — | Erstveröffentlichung: 4. Oktober 2002                  |
| 2003 | Du bist nicht frei Delta Music (Troja)              | — | — | — | Erstveröffentlichung: 17. Januar 2003                  |
| 2003 | Das Beste Koch Records (UMG)                        | DE53 Gold · (2 Wo.)DE | — | — | Erstveröffentlichung: 3. März 2003 Verkäufe: + 100.000 |
| 2003 | Du entschuldige … Bellevue Entertainment (Bellevue) | — | — | — | Erstveröffentlichung: 27. Oktober 2003                 |
| 2004 | Canzone – Lieder an die Liebe Koch Records (UMG)    | — | — | — | Erstveröffentlichung: 25. Oktober 2004                 |
| 2005 | Flügel aus Glas Delta Music (EMI)                   | — | — | — | Erstveröffentlichung: 1. Juni 2005                     |
| 2006 | Du bist nicht frei Monopol Records (DA)             | — | — | — | Erstveröffentlichung: 5. Mai 2006                      |
| 2009 | Einfach so Sonia Records (DA)                       | — | — | — | Erstveröffentlichung: 6. Februar 2009                  |
| 2016 | Unendlich Ariola (Sony)                             | DE27 (4 Wo.)DE | AT37 (2 Wo.)AT | — | Erstveröffentlichung: 22. Januar 2016                  |
| 2022 | 50 Telamo (WMG)                                     | DE9 (2 Wo.)DE | AT42 (1 Wo.)AT | CH70 (1 Wo.)CH | Erstveröffentlichung: 23. September 2022               |
| 2024 | Best of Schlagertitan Telamo (WMG)                  | — | — | — | Erstveröffentlichung: 13. Dezember 2024                |

### Weihnachtsalben
| Jahr | Titel Musiklabel                                        | Höchstplatzierung, Gesamtwochen, AuszeichnungChartplatzierungen (Jahr, Titel, Musiklabel, Platzierungen, Wochen, Auszeichnungen, Anmerkungen) | Höchstplatzierung, Gesamtwochen, AuszeichnungChartplatzierungen (Jahr, Titel, Musiklabel, Platzierungen, Wochen, Auszeichnungen, Anmerkungen) | Höchstplatzierung, Gesamtwochen, AuszeichnungChartplatzierungen (Jahr, Titel, Musiklabel, Platzierungen, Wochen, Auszeichnungen, Anmerkungen) | Anmerkungen                             |
| Jahr | Titel Musiklabel                                        | DE | AT | CH | Anmerkungen                             |
| ---- | ------------------------------------------------------- | --- | --- | --- | --------------------------------------- |
| 1993 | Weihnachten mit Bernhard Brink Activ Records (Eurostar) | — | — | — | Erstveröffentlichung: 1993              |
| 2023 | Frohe Weihnachten mit Bernhard Brink Telamo (WMG)       | DE51 (2 Wo.)DE | — | — | Erstveröffentlichung: 24. November 2023 |

## Singles

### Als Leadmusiker
| Jahr | Titel Album | Höchstplatzierung, Gesamtwochen/‑monate, AuszeichnungChartplatzierungen (Jahr, Titel, Album, Platzierungen, Wochen/Monate, Auszeichnungen, Anmerkungen) | Höchstplatzierung, Gesamtwochen/‑monate, AuszeichnungChartplatzierungen (Jahr, Titel, Album, Platzierungen, Wochen/Monate, Auszeichnungen, Anmerkungen) | Höchstplatzierung, Gesamtwochen/‑monate, AuszeichnungChartplatzierungen (Jahr, Titel, Album, Platzierungen, Wochen/Monate, Auszeichnungen, Anmerkungen) | Anmerkungen |
| Jahr | Titel Album | DE | AT | CH | Anmerkungen |
| ---- | --- | --- | --- | --- | --- |
| 1972 | Bombenfest – | — | — | — | Erstveröffentlichung: Februar 1972                                                                                            |
| 1972 | Wo steht das geschrieben? Ich bin noch zu haben                                                                      | — | — | — | Erstveröffentlichung: Oktober 1972 Original: The Ronettes – Be My Baby                                                        |
| 1973 | Ich hör’ ein Lied Ich bin noch zu haben                                                                              | DE41 (7 Wo.)DE | — | — | Erstveröffentlichung: 4. März 1973                                                                                            |
| 1973 | Bist du einsam und allein Ich bin noch zu haben                                                                      | — | — | — | Erstveröffentlichung: Mai 1973                                                                                                |
| 1973 | Auf der Straße des Glücks –                                                                                          | — | — | — | Erstveröffentlichung: September 1973                                                                                          |
| 1974 | Liebe kann man nicht verbieten –                                                                                     | DE47 (1 Wo.)DE | — | — | Erstveröffentlichung: 21. Oktober 1974                                                                                        |
| 1974 | Dann sag ja Ich bin noch zu haben                                                                                    | — | — | — | Erstveröffentlichung: Dezember 1974                                                                                           |
| 1975 | Crying Time Is Here Again –                                                                                          | — | — | — | Erstveröffentlichung: Januar 1975                                                                                             |
| 1975 | Ich bin noch zu haben                                                                                                | DE45 (1 Wo.)DE | — | — | Erstveröffentlichung: November 1975                                                                                           |
| 1976 | Wenn aus Freundschaft Liebe wird Ich bin noch zu haben                                                               | — | — | — | Erstveröffentlichung: März 1976                                                                                               |
| 1976 | Ich hab’ geglaubt, du liebst mich Ich bin noch zu haben                                                              | DE32 (2 Wo.)DE | — | — | Erstveröffentlichung: August 1976 Original: Badfinger – Without You                                                           |
| 1976 | Liebe auf Zeit Erinnerungen                                                                                          | DE13 (25 Wo.)DE | AT21 (3 Mt.)AT | — | Erstveröffentlichung: Oktober 1976                                                                                            |
| 1977 | Danielle Erinnerungen                                                                                                | DE32 (11 Wo.)DE | — | — | Erstveröffentlichung: Juli 1977                                                                                               |
| 1978 | Bevor das letzte Glas zerbricht Ich wär’ so gern wie du                                                              | — | — | — | Erstveröffentlichung: Februar 1978 Original: James Last & Gheorghe Zamfir – Einsamer Hirte                                    |
| 1978 | Alles braucht seine Zeit Ich wär’ so gern wie du                                                                     | DE20 (14 Wo.)DE | — | — | Erstveröffentlichung: April 1978 Original: Suzi Quatro – If You Can’t Give Me Love                                            |
| 1978 | Hab’ ich zuviel verlangt Ich wär’ so gern wie du                                                                     | DE46 (3 Wo.)DE | — | — | Erstveröffentlichung: Oktober 1978 Original: Romeo – What Were You Doing                                                      |
| 1979 | Madeleine Ich wär’ so gern wie du                                                                                    | — | — | — | Erstveröffentlichung: Februar 1979                                                                                            |
| 1979 | Frei und abgebrannt Ich wär’ so gern wie du                                                                          | DE24 (12 Wo.)DE | — | — | Erstveröffentlichung: Mai 1979 Original: Exile – How Could This Go Wrong                                                      |
| 1979 | Ich wär’ so gern wie du                                                                                              | DE19 (16 Wo.)DE | — | — | Erstveröffentlichung: Oktober 1979 Original: Suzi Quatro – She’s in Love with You                                             |
| 1980 | Fieber Ein Schritt nach vorne                                                                                        | DE35 (7 Wo.)DE | — | — | Erstveröffentlichung: Februar 1980 Original: Suzi Quatro – I’ve Never Been In Love                                            |
| 1980 | Wenn and’re schlafen Ich wär’ so gern wie du                                                                         | — | — | — | Erstveröffentlichung: April 1980 Original: G. G. Anderson – Always and Ever                                                   |
| 1980 | Dich vergess ich nie Ein Schritt nach vorne                                                                          | — | — | — | Erstveröffentlichung: Mai 1980 Original: Space – Save Your Love for Me                                                        |
| 1980 | Viel zu jung Ein Schritt nach vorne                                                                                  | DE41 (8 Wo.)DE | — | — | Erstveröffentlichung: November 1980                                                                                           |
| 1981 | Du entschuldige – Ich kenn’ dich auch bekannt als: He m’n schatje mag ik vragen (niederländische Version) Einfach so | DE40 (11 Wo.)DE | — | — | Erstveröffentlichung: Oktober 1981 (DE-Version) Erstveröffentlichung: 1982 (NL-Version) Original: Peter Cornelius             |
| 1982 | Du natürlich Einfach so                                                                                              | — | — | — | Erstveröffentlichung: 1982 |
| 1982 | Ich komme zu dir zurück Einfach so                                                                                   | — | — | — | Erstveröffentlichung: 1982 |
| 1982 | Say You Want Me – | — | — | — | Erstveröffentlichung: 1982 |
| 1983 | Geh’ oder bleib Einfach so                                                                                           | — | — | — | Erstveröffentlichung: 1983 |
| 1983 | Dafür leb ich Frei und abgebrannt                                                                                    | — | — | — | Erstveröffentlichung: März 1983                                                                                               |
| 1983 | Ich kämpfe um dich Frei und abgebrannt                                                                               | — | — | — | Erstveröffentlichung: September 1983                                                                                          |
| 1984 | Liebe ist Ich denk’ an dich                                                                                          | — | — | — | Erstveröffentlichung: März 1984                                                                                               |
| 1984 | Willkommen im Dschungel –                                                                                            | — | — | — | Erstveröffentlichung: Oktober 1984                                                                                            |
| 1985 | Unverwundbar Ich denk’ an dich                                                                                       | — | — | — | Erstveröffentlichung: September 1985                                                                                          |
| 1985 | Nikita – Du in deiner Welt Ich denk’ an dich                                                                         | — | — | — | Erstveröffentlichung: Dezember 1985 Original: Elton John                                                                      |
| 1986 | Heiß auf Blau-Weiß –                                                                                                 | — | — | — | Erstveröffentlichung: 1986 mit Blau-Weiß 90                                                                                   |
| 1986 | In einem anderen Land –                                                                                              | — | — | — | Erstveröffentlichung: August 1986                                                                                             |
| 1987 | So bin ich ohne dich –                                                                                               | — | — | — | Erstveröffentlichung: März 1987                                                                                               |
| 1988 | Komm ins Paradies Ich denk’ an dich                                                                                  | — | — | — | Erstveröffentlichung: März 1988 mit Gilda                                                                                     |
| 1988 | Von Casablanca nach Athen Ich denk’ an dich                                                                          | — | — | — | Erstveröffentlichung: September 1988                                                                                          |
| 1988 | Danke, liebe Mutti Ich denk’ an dich                                                                                 | — | — | — | Erstveröffentlichung: November 1988                                                                                           |
| 1989 | Griechische Nacht Ich denk’ an dich                                                                                  | — | — | — | Erstveröffentlichung: Mai 1989                                                                                                |
| 1990 | Blondes Wunder Ich fühle wie du                                                                                      | DE55 (18 Wo.)DE | — | — | Erstveröffentlichung: 29. März 1990                                                                                           |
| 1990 | Ich fühle wie du | — | — | — | Erstveröffentlichung: Juli 1990                                                                                               |
| 1991 | Ich glaub dir jede Lüge Ich fühle wie du                                                                             | — | — | — | Erstveröffentlichung: Januar 1991                                                                                             |
| 1991 | Geh (eh ich den Kopf total verlier) … hast du Lust                                                                   | — | — | — | Erstveröffentlichung: September 1991                                                                                          |
| 1992 | Hast du Lust … Hast du Lust                                                                                          | DE77 (2 Wo.)DE | — | — | Erstveröffentlichung: Januar 1992                                                                                             |
| 1992 | Der letzte Traum Ich bin immer da                                                                                    | — | — | — | Erstveröffentlichung: April 1992                                                                                              |
| 1992 | Du gehst fort Ich bin immer da                                                                                       | — | — | — | Erstveröffentlichung: Juli 1992 mit Ireen Sheer; Original: Alain Barrière – Tu t’en vas                                       |
| 1993 | Du, ich bin immer da Ich bin immer da                                                                                | — | — | — | Erstveröffentlichung: Februar 1993 Original: Mathou – You Never Walk Alone                                                    |
| 1993 | Die Flügel meiner Träume Ich bin immer da                                                                            | — | — | — | Erstveröffentlichung: September 1993                                                                                          |
| 1994 | Und wär’s eine Sünde Ich bin immer da                                                                                | — | — | — | Erstveröffentlichung: Januar 1994                                                                                             |
| 1994 | Komm und führ mich in Versuchung Ich bin immer da                                                                    | — | — | — | Erstveröffentlichung: Mai 1994                                                                                                |
| 1995 | Nie mehr (will ich ohne dich sein) Lass’ uns reden                                                                   | — | — | — | Erstveröffentlichung: 3. August 1995 Original: Michael Stein                                                                  |
| 1996 | Marie-Christine Lass’ uns reden                                                                                      | — | — | — | Erstveröffentlichung: 7. März 1996                                                                                            |
| 1996 | Mit dir werden Wunder noch wahr Lass’ uns reden                                                                      | — | — | — | Erstveröffentlichung: 1. August 1996                                                                                          |
| 1997 | Vergiss mein Herz nicht, wenn du gehst Mitten im Leben                                                               | — | — | — | Erstveröffentlichung: 18. April 1997                                                                                          |
| 1997 | Heute habe ich an dich gedacht Mitten im Leben                                                                       | DE100 (1 Wo.)DE | — | — | Erstveröffentlichung: 8. September 1997 mit Audrey Landers                                                                    |
| 1998 | Alles auf Sieg | — | — | — | Erstveröffentlichung: 3. August 1998                                                                                          |
| 1999 | Verrückt nach dir Alles auf Sieg                                                                                     | — | — | — | Erstveröffentlichung: 1. Februar 1999                                                                                         |
| 1999 | Erst willst du mich, dann willst du nicht Alles auf Sieg                                                             | — | — | — | Erstveröffentlichung: 17. Juni 1999                                                                                           |
| 1999 | Domenica Alles auf Sieg                                                                                              | — | — | — | Erstveröffentlichung: 23. November 1999 Original: Zucchero – Diamante                                                         |
| 2000 | Vorbei ist vorbei Direkt                                                                                             | — | — | — | Erstveröffentlichung: 19. April 2000                                                                                          |
| 2000 | Wo bist du Direkt | — | — | — | Erstveröffentlichung: 7. September 2000                                                                                       |
| 2001 | Erst machst du auf Liebe Direkt mehr                                                                                 | — | — | — | Erstveröffentlichung: 2. Mai 2001                                                                                             |
| 2001 | Ich lieb’ zuviel Direkt mehr                                                                                         | — | — | — | Erstveröffentlichung: 28. September 2001 Original: Marc Anthony – You Sang to Me                                              |
| 2002 | Es ist niemals zu spät                                                                                               | — | — | — | Erstveröffentlichung: 8. Februar 2002 mit Ireen Sheer                                                                         |
| 2002 | Was ist denn jetzt kaputt Direkt mehr                                                                                | — | — | — | Erstveröffentlichung: 22. März 2002                                                                                           |
| 2002 | Alles klar! Jetzt erst recht!                                                                                        | — | — | — | Erstveröffentlichung: 28. Juni 2002                                                                                           |
| 2003 | Geiz ist geil Das Beste                                                                                              | — | — | — | Erstveröffentlichung: 18. Februar 2003                                                                                        |
| 2003 | Ich will … Das Beste                                                                                                 | — | — | — | Erstveröffentlichung: 23. Juni 2003                                                                                           |
| 2004 | Verdammt das muss Liebe sein –                                                                                       | — | — | — | Erstveröffentlichung: 13. August 2004                                                                                         |
| 2006 | Mein Traum Stier | — | — | — | Erstveröffentlichung: 10. November 2006                                                                                       |
| 2007 | Alles durch die Liebe Stier                                                                                          | — | — | — | Erstveröffentlichung: 22. Juni 2007 mit Simone; Original: Haley Bennett & Hugh Grant – Way Back into Love                     |
| 2008 | Caipirinha Stier | DE92 (1 Wo.)DE | — | — | Erstveröffentlichung: 5. September 2008                                                                                       |
| 2009 | Geliebt, gehasst, geweint Schlagertitan                                                                              | — | — | — | Erstveröffentlichung: 1. Mai 2009                                                                                             |
| 2016 | Von hier bis zur Unendlichkeit Unendlich                                                                             | — | — | — | Erstveröffentlichung: 5. Februar 2016                                                                                         |
| 2016 | Giganten Unendlich                                                                                                   | — | — | — | Erstveröffentlichung: 3. Juni 2016                                                                                            |
| 2018 | Ich gehe durch die Hölle für dich Diamanten                                                                          | — | — | — | Erstveröffentlichung: 14. Februar 2018 mit Francine Jordi                                                                     |
| 2019 | Mein Herz schaut mich fragend an Diamanten                                                                           | — | — | — | Erstveröffentlichung: 5. April 2019                                                                                           |
| 2019 | Diamanten | — | — | — | Erstveröffentlichung: 12. Juli 2019                                                                                           |
| 2020 | Du hast mich einmal zu oft angesehen Diamanten                                                                       | — | — | — | Erstveröffentlichung: 31. Januar 2020 mit Sonia Liebing                                                                       |
| 2021 | Lieben und leben | — | — | — | Erstveröffentlichung: 5. März 2021                                                                                            |
| 2021 | Brennendes Herz Lieben und leben                                                                                     | — | — | — | Erstveröffentlichung: 9. Juli 2021                                                                                            |
| 2022 | Wenn es kalt wird Weihnachten mit Bernhard Brink                                                                     | — | — | — | Erstveröffentlichung: 18. November 2022 Original: Calimeros                                                                   |
| 2023 | Weißer Winterwald Weihnachten mit Bernhard Brink                                                                     | — | — | — | Erstveröffentlichung: 10. November 2023 Original: Richard Himber & His Ritz-Carlton Orchestra & Joey Nash – Winter Wonderland |
| 2023 | Hallelujah Weihnachten mit Bernhard Brink                                                                            | — | — | — | Erstveröffentlichung: 17. November 2023 Original: Leonard Cohen                                                               |
| 2024 | Stärker als die Ewigkeit                                                                                             | — | — | — | Erstveröffentlichung: 26. Januar 2024                                                                                         |
| 2024 | Undercover Stärker als die Ewigkeit                                                                                  | — | — | — | Erstveröffentlichung: 10. Mai 2024                                                                                            |
| 2024 | Fußball ist unser Leben –                                                                                            | — | — | — | Erstveröffentlichung: 24. Mai 2024 Original: Deutsche Fußballnationalmannschaft                                               |
| 2024 | Nicht einmal der Himmel Stärker als die Ewigkeit                                                                     | — | — | — | Erstveröffentlichung: 7. Juni 2024                                                                                            |
| 2024 | Dein Schrei nach Liebe Stärker als die Ewigkeit                                                                      | — | — | — | Erstveröffentlichung: 29. November 2024                                                                                       |
| 2025 | So wie Major Tom Stärker als die Ewigkeit                                                                            | — | — | — | Erstveröffentlichung: 9. Mai 2025                                                                                             |

grau schraffiert: keine Chartdaten aus diesem Jahr verfügbar

### Als Gastmusiker
| Jahr | Titel Album                                                                             | Anmerkungen                                                            |
| ---- | --------------------------------------------------------------------------------------- | ---------------------------------------------------------------------- |
| 1993 | Wer die Augen schließt (wird nie die Wahrheit seh’n) Lieder für die eine Welt (Sampler) | Erstveröffentlichung: 10. Mai 1993 als Teil von Mut zur Menschlichkeit |

## Videoalben und Musikvideos

### Videoalben
| Jahr | Titel Musiklabel                                                | Anmerkungen                         |
| ---- | --------------------------------------------------------------- | ----------------------------------- |
| 2004 | Meine Erfolge aus der Original ZDF Hitparade Koch Records (UMG) | Erstveröffentlichung: 22. März 2004 |

### Musikvideos
| Jahr | Titel                                | Regie         |
| ---- | ------------------------------------ | ------------- |
| 2010 | Sieben Tafeln Schokolade             | Erik Lattwein |
| 2013 | Te ne vai                            |               |
| 2013 | Aus dem Leben gegriffen              | Ulle Hadding  |
| 2016 | Von hier bis zur Unendlichkeit       |               |
| 2016 | Giganten                             |               |
| 2017 | 100 Millionen Volt                   |               |
| 2018 | Zwischen Himmel und Erde             |               |
| 2018 | Mit dem Herz durch die Wand          |               |
| 2019 | Mein Herz schaut mich fragend an     |               |
| 2019 | Diamanten                            | Oliver Sommer |
| 2020 | Du hast mich einmal zu oft angesehen |               |
| 2021 | Lieben und leben                     | Oliver Sommer |
| 2021 | Brennendes Herz                      | Oliver Sommer |
| 2022 | Von Null auf unsterblich             |               |
| 2022 | Du und ich                           |               |
| 2022 | Es geht immer weiter                 |               |
| 2023 | Weißer Winterwald                    |               |
| 2024 | Stärker als die Ewigkeit             |               |
| 2024 | Nicht einmal der Himmel              |               |
| 2024 | Dein Schrei nach Liebe               |               |
| 2025 | So wie Major Tom                     |               |

## Hörbücher
| Jahr | Titel Musiklabel                                    | Anmerkungen                         |
| ---- | --------------------------------------------------- | ----------------------------------- |
| 2004 | Bohlen … mein Fahrer Koch Records (UMG)             | Erstveröffentlichung: 1. März 2004  |
| 2022 | Alles außer Tanzen – Die Autobiografie Telamo (WMG) | Erstveröffentlichung: 8. April 2022 |

## Boxsets
| Jahr | Titel Musiklabel               | Anmerkungen                           |
| ---- | ------------------------------ | ------------------------------------- |
| 2005 | Alles klar! Koch Records (UMG) | Erstveröffentlichung: 15. August 2005 |

## Promoveröffentlichungen
| Jahr | Titel Album                                          | Anmerkungen                                                       |
| ---- | ---------------------------------------------------- | ----------------------------------------------------------------- |
| 2001 | Lieder an die Liebe Direkt • Direkt mehr             | Erstveröffentlichung: Januar 2001 Original: Lucio Dalla – Canzone |
| 2002 | Du hast mich verhext Jetzt erst recht!               | Erstveröffentlichung: Dezember 2002                               |
| 2003 | Ich will die Nacht mit dir Unkaputtbar               | Erstveröffentlichung: Dezember 2003                               |
| 2005 | Geh doch Verdammt direkt                             | Erstveröffentlichung: 8. Januar 2005                              |
| 2005 | Sag ihr mal danke Verdammt direkt                    | Erstveröffentlichung: 4. April 2005                               |
| 2005 | Am allerliebsten 33                                  | Erstveröffentlichung: 14. Dezember 2005                           |
| 2006 | Die Zeit heilt keine Wunden 33                       | Erstveröffentlichung: März 2006                                   |
| 2006 | Eine Nacht verzeih’n 33                              | Erstveröffentlichung: Juli 2006                                   |
| 2007 | Ausgerechnet du Stier                                | Erstveröffentlichung: August 2007                                 |
| 2007 | Liebe XXL Stier                                      | Erstveröffentlichung: Dezember 2007                               |
| 2008 | Offene Arme Stier                                    | Erstveröffentlichung: April 2008                                  |
| 2008 | Wie kann man so bescheuert sein Verdammt direkt      | Erstveröffentlichung: August 2008                                 |
| 2008 | Super geile Zeit Schlagertitan                       | Erstveröffentlichung: 12. November 2008                           |
| 2009 | Ich bin nicht gut für dich Schlagertitan             | Erstveröffentlichung: August 2009                                 |
| 2010 | Vorbei ist nicht vorbei Schlagertitan                | Erstveröffentlichung: 12. März 2010                               |
| 2010 | Sieben Tafeln Schokolade So oder so                  | Erstveröffentlichung: 11. Juni 2010                               |
| 2010 | So oder so                                           | Erstveröffentlichung: 27. August 2010                             |
| 2010 | Die Liebe So oder so                                 | Erstveröffentlichung: 30. Dezember 2010                           |
| 2011 | Der glücklichste Mann der Welt So oder so            | Erstveröffentlichung: April 2011                                  |
| 2012 | Wie weit willst du gehn                              | Erstveröffentlichung: 20. Januar 2012                             |
| 2012 | Kein anderes Wort für immer Wie weit willst du gehn  | Erstveröffentlichung: 11. Mai 2012                                |
| 2012 | Gefallene Engel Wie weit willst du gehn              | Erstveröffentlichung: 5. September 2012                           |
| 2013 | Es geht auch anders Wie weit willst du gehn          | Erstveröffentlichung: Januar 2013                                 |
| 2013 | Te ne vai Aus dem Leben gegriffen                    | Erstveröffentlichung: 17. Mai 2013 mit Allessa                    |
| 2013 | White Christmas –                                    | Erstveröffentlichung: 22. November 2013 Original: Bing Crosby     |
| 2013 | Aus dem Leben gegriffen                              | Erstveröffentlichung: 30. Dezember 2013                           |
| 2014 | Heimatplanet Aus dem Leben gegriffen                 | Erstveröffentlichung: 31. März 2014                               |
| 2014 | Nur für dich Aus dem Leben gegriffen                 | Erstveröffentlichung: 4. September 2014                           |
| 2016 | Wenn der Vorhang fällt Unendlich                     | Erstveröffentlichung: 15. Januar 2016                             |
| 2017 | 100 Millionen Volt Mit dem Herz durch die Wand       | Erstveröffentlichung: 5. Juni 2017                                |
| 2018 | Zwischen Himmel und Erde Mit dem Herz durch die Wand | Erstveröffentlichung: 12. Januar 2018                             |
| 2018 | Mit dem Herz durch die Wand                          | Erstveröffentlichung: 13. Juli 2018                               |
| 2020 | Orkanstärke 12 Diamanten                             | Erstveröffentlichung: 29. Mai 2020                                |
| 2022 | Du und ich 50                                        | Erstveröffentlichung: 10. Juni 2022                               |

## Sonderveröffentlichungen

### Alben
| Jahr | Titel Musiklabel                                                                        | Anmerkungen                                                                         |
| ---- | --------------------------------------------------------------------------------------- | ----------------------------------------------------------------------------------- |
| 1984 | Starporträt Sonocord (Sonocord)                                                         | Erstveröffentlichung: Januar 1984 Teil der „Starporträt“-Reihe                      |
| 1989 | Das große deutsche Schlager-Archiv Sonocord (Sonocord)                                  | Erstveröffentlichung: 1989 mit Benny; Teil der „Schlager-Archiv“-Reihe              |
| 1990 | Starporträt Delta Music (EMI)                                                           | Erstveröffentlichung: 1990 Teil der „Starporträt“-Reihe                             |
| 1990 | Viel Zu Jung Karussell (Karussell)                                                      | Erstveröffentlichung: 1990 Labelveröffentlichung                                    |
| 1990 | Ich bin noch zu haben – 16 unvergessene Hits Hansa Records (Ariola)                     | Erstveröffentlichung: 5. November 1990 Labelveröffentlichung                        |
| 1993 | Du entschuldige – Ich kenn’ Dich Rondo Hitline (Grüezi)                                 | Erstveröffentlichung: 1993 Labelveröffentlichung                                    |
| 1993 | Frei sein Prima Records (Prima)                                                         | Erstveröffentlichung: 1993 Labelveröffentlichung                                    |
| 1993 | Single Hit-Collection 1976–1992 Electrola (EMI)                                         | Erstveröffentlichung: 1993 Labelveröffentlichung                                    |
| 1995 | Einfach so Sonie Records (DA)                                                           | Erstveröffentlichung: 9. Januar 1995 Labelveröffentlichung                          |
| 1995 | Und wär’s eine Sünde Koch Records (UMG)                                                 | Erstveröffentlichung: 1995 Labelveröffentlichung                                    |
| 1996 | Ich hör’ ein Lied Euro Trend (MCP)                                                      | Erstveröffentlichung: 1996 Labelveröffentlichung                                    |
| 1996 | Solo Schlager ARC Records (ARC)                                                         | Erstveröffentlichung: 1996 Labelveröffentlichung                                    |
| 1996 | Einfach das Beste auch bekannt als: Deutscher Kult – Bernhard Brink Disky Records (EMI) | Erstveröffentlichung: Januar 1996 Teil der „Einfach-das-Beste“-Reihe                |
| 1996 | Premium Gold Collection Electrola (EMI)                                                 | Erstveröffentlichung: 18. April 1996 Labelveröffentlichung                          |
| 1996 | Bernhard Brink auch bekannt als: Seine großen Erfolge ZYX Music (ZYX)                   | Erstveröffentlichung: 28. August 1996 Teil der „Goldene-Schlagerwelt“-Reihe         |
| 1997 | Du entschuldige, ich kenn’ dich Karat Records (SSC)                                     | Erstveröffentlichung: 10. März 1997 Labelveröffentlichung                           |
| 2000 | Ganz oder gar nicht Koch Records (UMG)                                                  | Erstveröffentlichung: 2. März 2000 Teil der „Carmen-Nebel-präsentiert“-Reihe        |
| 2001 | Der Morgen kommt bestimmt Delta Music (Troja)                                           | Erstveröffentlichung: 2001 Labelveröffentlichung                                    |
| 2002 | Music Star Ariola Express (BMG)                                                         | Erstveröffentlichung: 7. Januar 2002 Teil der „Musik-Star“-Reihe                    |
| 2002 | Das Beste Euro Trend (MCP)                                                              | Erstveröffentlichung: 2002 Teil der „Das-Beste“-Reihe                               |
| 2002 | Bernhard Brink Joan Records (FMM)                                                       | Erstveröffentlichung: 1. November 2002 Teil der „Der-goldene-Schlager-Club“-Reihe   |
| 2003 | Schlager & Stars Capitol Records (EMI)                                                  | Erstveröffentlichung: 30. Mai 2003 Teil der „Schlager-&-Stars“-Reihe                |
| 2004 | Viel zu jung Bellevue Entertainment (Bellevue)                                          | Erstveröffentlichung: 31. Juli 2004 Teil der „Schlager-Gold“-Reihe                  |
| 2004 | Bernhard Brink Euro Trend (MCP)                                                         | Erstveröffentlichung: 5. November 2004 Labelveröffentlichung                        |
| 2005 | Unverwundbar Capitol Records (EMI)                                                      | Erstveröffentlichung: 30. November 2005 Teil der „European-Masters“-Reihe           |
| 2006 | Mit dir und für immer Koch Records (UMG)                                                | Erstveröffentlichung: 10. März 2006 Teil der „Silber-Edition“-Reihe                 |
| 2006 | Große Erfolge Carinco Neue Medien (CNM)                                                 | Erstveröffentlichung: 10. März 2006 Teil der „Große-Erfolge“-Reihe                  |
| 2007 | Schlagerdiamanten Euro Trend (MCP)                                                      | Erstveröffentlichung: 14. September 2007 Teil der „Schlagerdiamanten“-Reihe         |
| 2007 | Star Edition Koch Records (UMG)                                                         | Erstveröffentlichung: 28. September 2007 Teil der „Star-Edition“-Reihe              |
| 2008 | Mit dir und für immer Koch Records (UMG)                                                | Erstveröffentlichung: 9. Mai 2008 Teil der „Carmen-Nebel-präsentiert“-Reihe         |
| 2009 | Best Of Edel Music (Edel)                                                               | Erstveröffentlichung: 27. Februar 2009 Teil der „The-Finest-Music-Connection“-Reihe |
| 2009 | Schlager Party mit … Koch Records (UMG)                                                 | Erstveröffentlichung: 19. Juni 2009 Teil der „Schlager-Party“-Reihe                 |
| 2009 | Ich bin immer da Koch Records (UMG)                                                     | Erstveröffentlichung: 27. November 2009 Teil der „Originale“-Reihe                  |
| 2010 | Hast du Lust Koch Records (UMG)                                                         | Erstveröffentlichung: 2010 Labelveröffentlichung                                    |
| 2010 | Frei und abgebrannt – Seine frühen Erfolge Weltbild Music (Weltbild)                    | Erstveröffentlichung: 2010 Labelveröffentlichung                                    |
| 2010 | The Hits auch bekannt als: Meine Hits Carinco Neue Medien (CNM)                         | Erstveröffentlichung: 21. Juni 2010 Labelveröffentlichung                           |
| 2011 | All the Best EMI Music (EMI)                                                            | Erstveröffentlichung: 11. März 2011 Teil der „All-the-Best“-Reihe                   |
| 2012 | Liebe auf Zeit Koch Records (UMG)                                                       | Erstveröffentlichung: 2012 Labelveröffentlichung                                    |
| 2012 | Essential Electrola (EMI)                                                               | Erstveröffentlichung: 16. März 2012 Teil der „Essential“-Reihe                      |
| 2012 | Glanzlichter Koch Records (UMG)                                                         | Erstveröffentlichung: 29. Juni 2012 Teil der „Glanzlichter“-Reihe                   |
| 2012 | Best Of Sony Music (Sony)                                                               | Erstveröffentlichung: 5. Oktober 2012 Labelveröffentlichung                         |
| 2015 | 20 unvergessene Hits Euro Trend (MCP)                                                   | Erstveröffentlichung: 17. April 2015 Labelveröffentlichung                          |
| 2016 | Ich find’ Schlager toll – Das Beste Electrola (UMG)                                     | Erstveröffentlichung: 15. April 2016 Teil der „Ich-find’-Schlager-toll“-Reihe       |
| 2016 | Seine großen Erfolge Delta Music (DME)                                                  | Erstveröffentlichung: 1. Juli 2016 Labelveröffentlichung                            |
| 2016 | Dafür leb ich / Ich kämpfe um Dich Bellaphon Records (Bellaphon)                        | Erstveröffentlichung: 12. August 2016 Labelveröffentlichung                         |
| 2021 | Hits Hits Hits Electrola (UMG)                                                          | Erstveröffentlichung: 28. Mai 2021 Labelveröffentlichung                            |
| 2022 | My Star DA Music (DA)                                                                   | Erstveröffentlichung: 29. April 2022 Teil der „My-Star“-Reihe                       |

| Jahr | Titel Musiklabel                               | Anmerkungen                                                                    |
| ---- | ---------------------------------------------- | ------------------------------------------------------------------------------ |
| 2014 | Composed by Dieter Bohlen Aladin Records (CBS) | Erstveröffentlichung: 2014 Mini-Kompilation                                    |
| 2019 | Ich find Schlager toll – Live Electrola (UMG)  | Erstveröffentlichung: 31. Oktober 2019 Teil der „Ich-find-Schlager-toll“-Reihe |

| Jahr | Titel Musiklabel                             | Anmerkungen                                                                         |
| ---- | -------------------------------------------- | ----------------------------------------------------------------------------------- |
| 2008 | Die Hits 1972–1989 Ariola Express (Sony BMG) | Erstveröffentlichung: 14. März 2008 Teil der „Frühes-Rares-Außergewöhnliches“-Reihe |
| 2009 | Das Beste Euro Trend (MCP)                   | Erstveröffentlichung: 3. August 2009 Teil der „Das-Beste“-Reihe                     |

### Lieder
| Jahr | Titel Album                                                        | Anmerkungen |
| ---- | ------------------------------------------------------------------ | --- |
| 2020 | Wir leben Schlager Das ultimative Jubiläums-Best-Of                | Erstveröffentlichung: 23. Oktober 2020 Jürgen Drews feat. Bernhard Brink                                                          |
| 2020 | Wir ziehn heut Abend aufs Dach Das ultimative Jubiläums-Best-Of    | Erstveröffentlichung: 23. Oktober 2020 Jürgen Drews feat. Bernhard Brink; Original: Sunrise – Call on Me                          |
| 2021 | Du sollst die Tränen niemals sehn Wie Du – Hommage an meinen Vater | Erstveröffentlichung: 29. Oktober 2021 Art Garfunkel Jr. feat. Bernhard Brink; Original: The Everly Brothers – Crying in the Rain |

| Jahr | Titel Album                                                                   | Anmerkungen                                                                                   |
| ---- | ----------------------------------------------------------------------------- | --------------------------------------------------------------------------------------------- |
| 1993 | Wer die Augen schließt (wird nie die Wahrheit seh’n) Lieder für die eine Welt | Erstveröffentlichung: 1993 als Teil von Mut zur Menschlichkeit                                |
| 1997 | Und Frieden den Menschen auf Erden Weihnachten der Stars                      | Erstveröffentlichung: 24. November 1997 als Teil von Frieden für alle; Original: Bernd Clüver |

| Jahr | Titel Soundtrack                            | Anmerkungen                                               |
| ---- | ------------------------------------------- | --------------------------------------------------------- |
| 2009 | HSP-Song Horst Schlämmer – Isch kandidiere! | Erstveröffentlichung: 21. August 2009 mit Horst Schlämmer |

### Videoalben
| Jahr | Titel Musiklabel                              | Anmerkungen                                                                              |
| ---- | --------------------------------------------- | ---------------------------------------------------------------------------------------- |
| 2009 | Ein Tag mit Bernhard Brink Koch Records (UMG) | Erstveröffentlichung: 6. Februar 2009 Bonus-DVD; Teil von Schlagertitan (Deluxe Edition) |

## Statistik

### Chartauswertung
|                     | DE     | AT     | CH    |
| ------------------- | ------ | ------ | ----- |
| Nummer-eins-Alben   | DE—DE  | AT—AT  | CH—CH |
| Top-10-Alben        | DE2DE  | AT1AT  | CH—CH |
| Alben in den Charts | DE18DE | AT12AT | CH3CH |

|                       | DE     | AT    | CH    |
| --------------------- | ------ | ----- | ----- |
| Nummer-eins-Singles   | DE—DE  | AT—AT | CH—CH |
| Top-10-Singles        | DE—DE  | AT—AT | CH—CH |
| Singles in den Charts | DE17DE | AT1AT | CH—CH |

### Auszeichnungen für Musikverkäufe
Anmerkung: Auszeichnungen in Ländern aus den Charttabellen bzw. Chartboxen sind in ebendiesen zu finden.
| Land/RegionAuszeichnungen für Musikverkäufe (Land/Region, Auszeichnungen, Verkäufe, Quellen) | Gold  | Platin | Verkäufe | Quellen           |
| -------------------------------------------------------------------------------------------- | ----- | ------ | -------- | ----------------- |
| Deutschland (BVMI)                                                                           | Gold1 | —      | 100.000  | musikindustrie.de |
| Insgesamt                                                                                    | Gold1 | —      |          |                   |